# 王顕波
王　顕波（おう　けんは  1976年8月28日- ）は、中国の遼寧省出身の柔道選手。階級は66kg級。身長169cm。

## 人物
柔道は10歳の時に始めた。1996年アトランタオリンピック66kg級では、2回戦で韓国の曺敏仙に横四方固で敗れるが、その後敗者復活戦を勝ち上がって銅メダルを獲得した。続くアジア選手権では優勝を飾った。1998年にバンコクで開催されたアジア大会63kg級では決勝で木本奈美と対戦すると先に背負投で技ありを取るが、終了とほぼ同時に木本の払巻込で投げられて一旦は木本に逆転の一本勝ちが宣せられた。しかし中国側は、木本の技は試合終了の後にかけられた技であり無効であると抗議した。王も畳に座り込んでこの判定に抗議の意を示した。畳から降りた審判団がジュリーとこの試合について協議した結果、逆転の払巻込を時間外の技と判断すると、再び畳に舞い戻ってさきほどの一本を取り消した。この結果、試合は王の勝ちということになった。これに対して日本選手団はIJF試合審判規定第19条fの6項にある「一度、主審が試合者に試合の結果を指示したならば、主審と副審が試合場を離れた後には主審はその判定を変えることができない」という条項に明確に違反する行為であると抗議したものの、結果として受け入れられなかった。1999年のミリタリーワールドゲームズでも優勝を飾ったが、翌年の2000年シドニーオリンピックには国内予選で李淑芳に敗れて出場できなかった。

## 主な戦績
66kg級での戦績
- 1995年 - フランス国際　5位
- 1995年 - オーストリア国際　3位
- 1995年 - ドイツ国際　3位
- 1995年 - ミリタリーワールドゲームズ　2位
- 1995年 - アジア選手権　3位
- 1996年 - オランダ国際　3位
- 1996年 - アトランタオリンピック　3位
- 1996年 - アジア選手権　優勝
- 1997年 - 東アジア大会　2位
- 1997年 - 世界軍人選手権大会　優勝

63kg級での戦績
- 1998年 - アジア大会　優勝
- 1999年 - ミリタリーワールドゲームズ　優勝
- 1999年 - 福岡国際　2位
- 2000年 - 世界軍人選手権大会　優勝
- 2001年 - 世界軍人選手権大会　3位(70kg級)